# .sd
.sdは国別コードトップレベルドメイン（ccTLD）の一つで、スーダンおよび南スーダンに割り当てられている。

## 第二レベルドメイン
- Com.sd	企業
- Net.sd	ネットワークプロバイダ
- Org.sd	スーダンの非政府組織
- Edu.sd	スーダンの大学
- Med.sd	医療
- Tv.sd	メディア
- Gov.sd	スーダン政府
- Info.sd	新聞、メディア